# Candy and a Currant Bun
«Candy and a Currant Bun» — пісня британського рок-гурту Pink Floyd, яку написав Сід Барретт і яка вийшла 1967 року на зворотному боці синглу «Arnold Layne».

## Текст пісні
На концертах в 1967 році, пісня була знана як «Let's Roll Another One», і містила рядок «I'm high — do not try to spoil my fun», однак звукозаписна компанія змусила Барретта переписати текст і на цей раз, за пропозицією Роджера Вотерса, без полемічних відсилань до наркотиків. Проте, записана версія містила рядок «Oh do not talk with me, please just fuck with me», яку цензори BBC пропустили.

## Учасники запису
- Сід Барретт — гітара, вокал;
- Нік Мейсон — ударні, перкусія;
- Річард Райт — клавішні, орган, бек-вокал;
- Роджер Вотерс — бас-гітара, вокал.